# 20粒のココロ
「20粒のココロ」（にじゅっつぶのココロ）は、日本の音楽デュオ・RYTHEMの8作目のシングル。

## 解説
- 「20粒のココロ」と「Dear Friend」は『RYTHEMのEnjoy Your Time!』の『あなたのために歌います♪』で生まれた曲。
- 「20粒のココロ」はYUIがYUKAに、「Dear Friend」はYUKAがYUIに歌った歌で、着うたで配信されていたが、好調だったため、シングルとして発売された。また、この2曲はRYTHEM史上初めて且つ異例の、それぞれがメインボーカルをとるスタイルとなった。
- 「20粒のココロ」のPVには、二人が高校時代に利用していた南武線及び宿河原駅が登場する。

## 収録曲
1. 20粒のココロ（作詞・作曲:新津由衣、編曲:CHOKKAKU）
2. Dear Friend（作詞・作曲:加藤有加利、編曲:CHOKKAKU）
3. song for you（作詞・作曲:新津由衣、編曲:absolute3）
4. 20粒のココロ（Instrumental）
5. Dear Friend（Instrumental）

## 参加ミュージシャン
RYTHEM
- YUI：Vocal (#1,2,3)
- YUKA：Vocal (#1,2,3)

Additional Musician
- CHOKKAKU：Sound Produced & Programming & Instruments (#1,2,4,5)
- そうる透：Drums (#1,2,4,5)
- 種子田健：Bass (#1,2,4,5)
- 宗岡礼二郎：Guitar (#3)
- 灰野一平：Piano (#3)

## 収録アルバム
- 夢現ファクトリー (#1,2,3)
- BEST STORY (#1)